# 鈴木修学
鈴木 修学（すずき しゅうがく、1902年1月5日 - 1962年6月7日）は、日本の社会福祉の実践家で教育者、日蓮宗僧侶。日本福祉大学の創立者で初代学長。学校法人法音寺学園、社会福祉法人昭徳会理事長。日蓮宗大僧正。

## 経歴
1902年（明治35年）愛知県江南市寄木町の菓子の卸売りを兼ねる農家に生まれる。父は熱心な法華経信者であった。布袋尋常高等小学校高等科卒業後に家業を継ぎ、菓子の他にパンの製造と卸売を始めて成功する。やがて法華経の教えによる社会の救済を実践していた仏教感化救済会の杉山辰子と出会い、家業や蓄財を精算したお金を携えて救済会に入会する。1928年、辰子の養女みつと結婚。同年、辰子の指示により、夫婦で福岡県福岡市のハンセン病療養所を運営する。療養所が現地の病院に引き継がれると、愛知県知多郡阿久比町で救済会が運営していた青少年更生保護施設の指導者を任される。1932年、辰子が死去すると、救済会は教化部門の仏教樹徳修養団と社会事業部門の大乗報恩会に分化した。修学は大乗報恩会の常務理事となった。しかし、1943年4月、反戦運動の疑いによる治安維持法違反容疑で逮捕され、58日間の勾留の末、布教活動の停止を命じられた。仏教樹徳修養団は活動を禁じられ、大乗報恩会は昭徳会（現在の社会福祉法人昭徳会）と名称を変え、大日本帝国陸軍の坂井徳太郎中将の管理下に置かれた。
終戦後の1946年、京都本山妙伝寺の森泰淳のもとで得度。仏教樹徳修養団を発展解消して、日蓮宗昭徳教会と改めた。1950年、大荒行に入り、第三行を終えた後、日蓮宗財務部長に就任。その一方で、昭徳教会を法音寺と寺号公称するようになった。1953年2月、学校法人法音寺学園を設立し、4月には中部社会事業短期大学を開き、1957年4月には日本福祉大学を設立する。修学は日本福祉大学初代学長となり、日蓮宗権大僧正に昇叙。1961年、戦前戦後にわたる福祉活動に対し、藍綬褒章が授与された。
1962年、60歳で死去。没後に正六位勲五等瑞宝章が追叙、日蓮宗大僧正僧位が追贈された。

## 著書
- 『撰法華経略義』青山書院 1955年
- 『現代生活の指針』青山書院 1958年
- 『続・現代生活の指針』青山書院 1958年
- 『聖の教え』青山書院 1958年
- 『法華経の話』青山書院 1958年
- 『妙法蓮華経略義』青山書院 1958年
- 『道徳と宗教』青山書院　1959年
- 『仏説観普賢菩薩行法経略義』青山書院 1960年
- 『無量義経略義』青山書院 1962年

## 監修
- 幸せを育てる教育まんがシリーズ
  - 『八正道の話』青山書院 1999年
  - 『因縁の話』青山書院 1999年
  - 『十界の話』青山書院 2000年
  - 『法華経七喩の話』青山書院 2000年
  - 『四聖諦の話』青山書院 2000年
  - 『お彼岸のはなし』青山書院 2000年
  - 『菩薩行の話』青山書院 2000年